# 핵화학
핵화학(核化學, nuclear chemistry)은 원자핵에 대해 연구하는 화학이다. 핵화학은 방사능, 핵 과정, 핵 변형 및 핵 특성과 같은 원자핵의 변형을 다루는 화학의 하위 분야이다.
핵 공정을 수행하도록 설계된 장비(예: 원자로)와 관련된 화학과 함께 악티나이드, 라듐 및 라돈과 같은 방사성 원소의 화학이다. 여기에는 정상 및 비정상 작동 조건(예: 사고 중)에서의 표면 부식 및 움직임이 포함된다. 중요한 영역은 핵폐기물 저장 또는 처분 장소에 배치된 후 물체 및 물질의 움직임이다.
여기에는 살아있는 동물, 식물 및 기타 물질 내에서 방사선 흡수로 인한 화학적 영향에 대한 연구가 포함된다. 방사선 화학은 방사선이 분자 규모의 생명체에 영향을 미치기 때문에 방사선 생물학의 많은 부분을 제어한다. 다른 방식으로 설명하자면, 방사선은 유기체 내에서 생화학 물질을 변경하고, 생체 분자의 변경은 유기체 내에서 발생하는 화학물질을 변경한다. 이러한 화학적 변화는 생물학적 결과로 이어질 수 있다. 결과적으로 핵화학은 의학적 치료(예: 암 방사선 요법)의 이해를 크게 돕고 이러한 치료를 개선할 수 있게 했다.
여기에는 다양한 공정을 위한 방사성원의 생산 및 사용에 대한 연구가 포함된다. 여기에는 의료 응용 분야의 방사선 요법이 포함된다: 산업, 과학 및 환경에서 방사성 추적자의 사용, 폴리머와 같은 물질을 수정하기 위한 방사선 사용 등.
또한 인간 활동의 비방사성 영역에서 핵 과정의 연구 및 사용을 포함한다. 예를 들어, 핵 자기 공명(NMR) 분광법은 일반적으로 합성 유기 화학 및 물리 화학과 거대 분자 화학의 구조 분석에 사용된다.

## 같이 보기
- 핵물리학